# Paul Lacombe (Basketballspieler)
Paul Frédéric Lacombe (* 12. Juni 1990 in Vénissieux) ist ein französischer Basketballspieler.

## Laufbahn
Lacombe wechselte als Jugendlicher vom Verein AL Vénissieux Parilly Basket zu ASVEL Lyon-Villeurbanne. Im ASVEL-Hemd gab er im Spieljahr 2008/09 seinen Einstand in der ersten französischen Liga, als die Mannschaft den Meistertitel holte. Den Durchbruch als Profi schaffte er aber erst nach dem Wechsel zu Straßburg IG im Jahr 2013. Dort entwickelte er sich zum Leistungsträger. 2016 erreichte er mit Straßburg das Endspiel des europäischen Vereinswettbewerbs Eurocup, unterlag dort jedoch dem türkischen Vertreter Galatasaray Istanbul. Er verbuchte in der Saison 2016/17 seine bis dahin besten Statistiken in der französischen Liga, als er im Schnitt 9,6 Punkte, 4 Rebounds und 3,9 Korbvorlagen verbuchte.
2017 nahm der auf den Spielpositionen 1 und 2 einsetzbare Franzose ein Angebot von AS Monaco an. Die Mannschaft aus dem Fürstentum nimmt am Spielbetrieb der ersten französischen Liga teil. 2018/19 erreichte er mit 11,8 Punkten je Begegnung eine neue persönliche Bestmarke in der französischen Liga. In den Jahren 2014, 2015, 2016, 2017, 2018 und 2019 wurde Lacombe mit seinen Mannschaften jeweils französischer Vizemeister. Im Sommer 2020 kehrte er zu ASVEL Lyon-Villeurbanne zurück. Er wurde mit der Mannschaft 2021 französischer Meister und Pokalsieger, 2022 dann erneut Meister.
Ende Oktober 2022 schloss sich Lacombe wieder Straßburg an. Ende Juli 2024 unterschrieb er einen Vertrag bei JSF Nanterre.

### Nationalmannschaft
Mit den französischen Auswahlmannschaften nahm Lacombe in den Altersklassen U18 und U20 an Europameisterschaften teil. Mit der U20 wurde er 2010 in Kroatien Europameister, Lacombe war während des Turniers hinter Andrew Albicy mit 11,7 Punkten je Begegnung zweitbester Werfer der Franzosen. 2009 gehörte er zum französischen Aufgebot bei der U19-WM. Im November 2017 bestritt er sein erstes Länderspiel in der A-Nationalmannschaft. Im Jahr 2019 errang er bei der Weltmeisterschaft mit Frankreich die Bronzemedaille.